# Wallerdorf (Künzing)

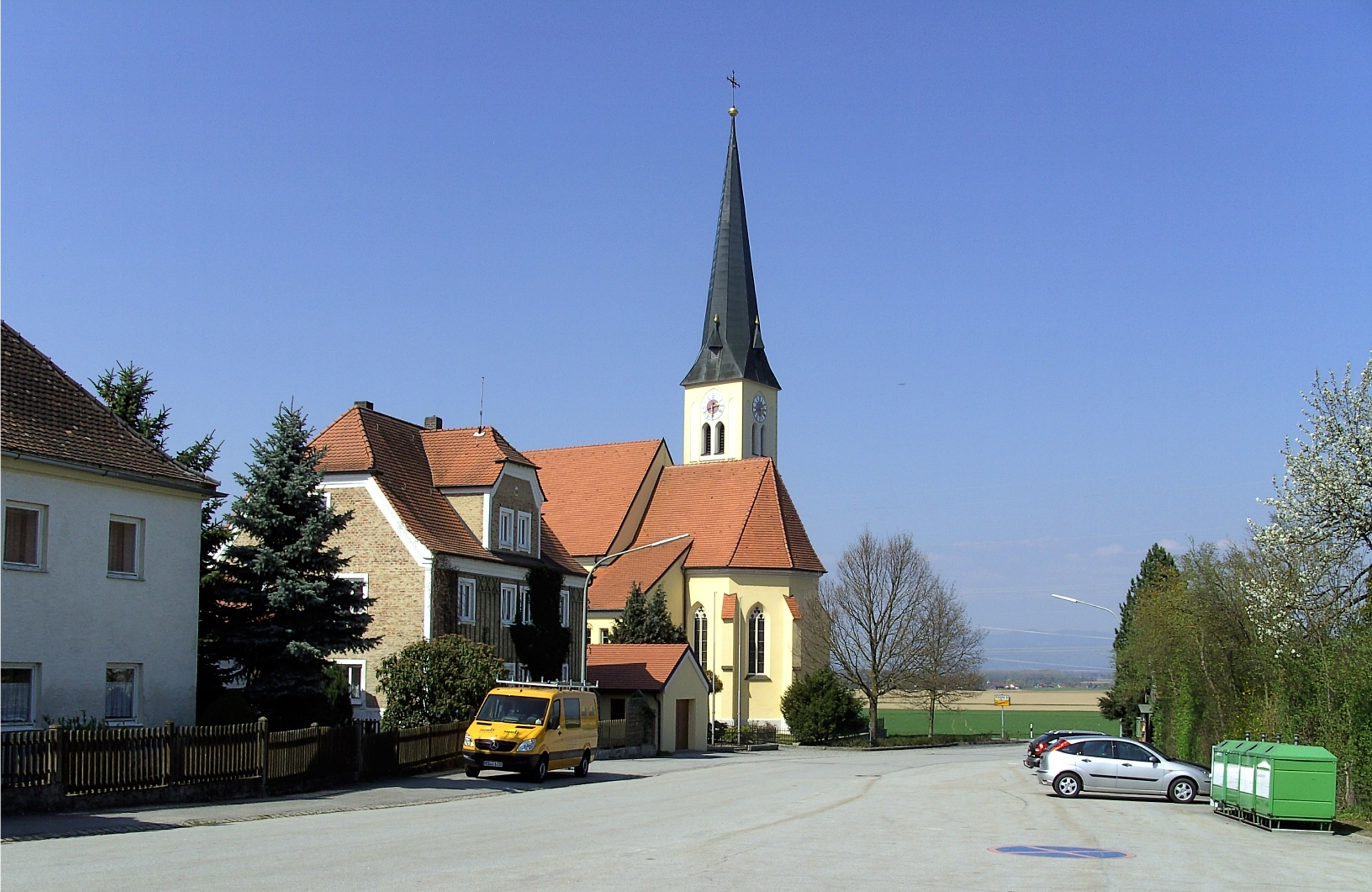
Der Dorfplatz mit der Pfarrkirche Hl. Herz Jesu

Wallerdorf ist ein Gemeindeteil der Gemeinde Künzing im niederbayerischen Landkreis Deggendorf.

## Lage
Das Pfarrdorf Wallerdorf liegt zwei Kilometer südwestlich von Künzing am Rand des Gäubodens und am Fuße des Forstharter Bergrückens.

## Geschichte
Ein Peringer de Walherdorf war um 1188 Procurator des Bischofs Otto von Bamberg für seinen Besitz bei Osterhofen. Wallerdorf gehörte, wie noch aus dem 1381 entstandenen Güterverzeichnis des Landgrafen Johann des Älteren von Leuchtenberg hervorgeht, zu den zahlreichen Gütern der Bamberger Grundherrschaft um Osterhofen. 1464 wird Wallerdorf als Teil des Gerichts Osterhofen erwähnt. Die früheste Obmannschaftseinteilung des Landgerichts Osterhofen aus dem Jahr 1474 nennt Wallerdorf bereits als eine der sechs Obmannschaften. Später gehörte Wallerdorf zur Obmannschaft Künzing im Amt Pleinting des Landgerichts Vilshofen, bis die Obmannschaft Künzing 1752 in die Obmannschaften Künzing und Wallerdorf geteilt wurde. Zur Obmannschaft Wallerdorf gehörten Ebering, Wallerdorf, Dulling, Unternberg, Obernberg, Inkam und Maging.
Mit dem Gemeindeedikt im Jahr 1818 wurde Wallerdorf in die Gemeinde Künzing eingeordnet. 1830 erhielt Wallerdorf eine eigene Schule. 1832 zählte Wallerdorf 16 Wohnhäuser, 28 Nebengebäude und 100 Einwohner. Die im Jahr 1900 errichtete Expositur Wallerdorf wurde 1916 zur Pfarrei  erhoben.

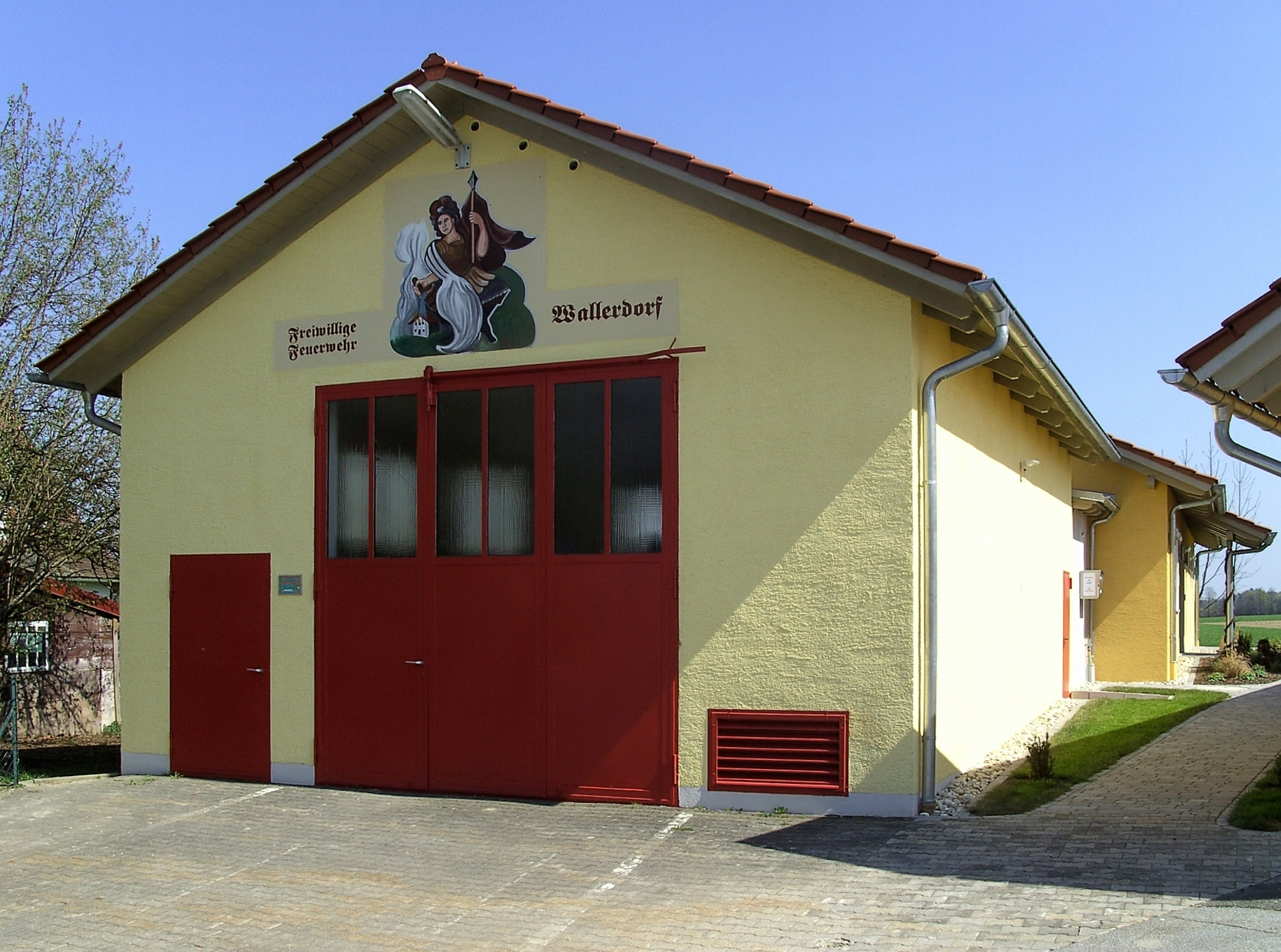
Feuerwehrhaus

## Sehenswürdigkeiten
- Die neugotische Pfarrkirche Hl. Herz Jesu wurde 1900 bis 1901 erbaut.